# محمد ريز (طسوج)
محمد ريز (بالفارسية: محمدریز) هي قرية تقع في إيران في Tasuj Rural District. يقدر عدد سكانها بـ 28 نسمة بحسب إحصاء 2016.